# ボンバーマン (ゲームキャラクター)
ボンバーマン（英: Bomberman）はボンバーマンシリーズに登場するキャラクター（主人公）、及び種族的な意味をもつ名称である。
本稿では主に基本キャラクター（通常世界観作品に登場するキャラクター）のみの説明とし、後述の1-3の意味を扱う。

## 概要

### 特徴
爆弾を使って戦う、ボンバーマンシリーズで最もメインとなるキャラクター。体の特徴としては頭の後ろに突起物（ボンボリ）があり、口がない。
ボンバーマンの正体（ロボットか生命体か、サイボーグか）は作品によって異なり、定められていない場合が多い。当時のシリーズプロデューサーである藤原茂樹は、「A君は（ボンバーマンを）人間だというかもしれないが、B君はロボットだと思っているかもしれない」といったようにボンバーマンの正体は各々のユーザーの想像に任せていると述べている。
作中では同じ色のボンバーマンが何体も登場するシーンも多いが、基本的に白・黒は重複が少なく、その他の色は重複が多い。

### 性格
人一倍正義感が強く、負けず嫌い。明るく元気いっぱいだが、無鉄砲なのが玉に瑕。

### 身体能力

#### ジャンプ
ゲームシステム上、自発的にジャンプできない作品が多いが、『サタボンファイト!!』『ヒーロー』『ポケボン』『ドリームミックスTV』ではゲーム中にアクションとしてジャンプをしている他、『サタボン』ではゲーム起動時のムービーでジャンプをしていることから、世界観上ジャンプできないキャラクターというわけではない。

#### 水中活動
原則として、泳ぐことはできないが水中での活動が不可能というわけではない。例えば『'94』『スパボン3』『ワールド(PS)』『ジェネレーション』『ストーリーDS』などでは水中で活動をしている。
一転して『スパボン2』や『爆ボンバーマン』シリーズでは水中に入るとミスになってしまう。『爆ボン2』ではパートナーのポミュから泳げないこと（水中活動不可）を散々からかわれている。
『クエスト』ではアイテム「さんそボンベ」を装備していない状態で水に入るとダメージを受けてしまう。
『ぱにボンW』の背景イラストやパチスロ機『ボンバーマンビクトリー』ではシュノーケルとフィンを着けて泳いでいる描写がある。
このように、ボンバーマンが水中で活動できるかできないかは作品によって大きく異なっており、世界観上定められてはいない。

## 主なキャラクター
作品名には一部略称を用いる。
白ボン（ボンバーマン、白ボンバーマン、白ボンバー、ホワイトボンバーマン、しろボン）
- 声：杉山佳寿子（『スパボン3・4・5』、『ぱにボンシリーズ（とびだせ・PSP除く）』、『サタボン』、『サタボンファイト!!』、『爆ボン』、『ヒーロー』、『ワールド（PS）』、『ボンバーマン（PS）』『ファンタジーレース』、『ネオボン』、『みそボンルーレット』、『ランド』、『64』）、桑島法子（『爆ボン2』）、川上とも子（『ジェネレーション』）、金田朋子（『ドリームミックスTV ワールドファイターズ』[注 10]、『ネットでボンバーマン』[注 10]『ボンバーマンビクトリー』[注 10]）

プレイヤーの分身となる主人公。人一倍正義感が強く、勇気と優しさを持ち、明るく元気いっぱいだが、無鉄砲なところが玉に瑕。平和を守るために様々な悪者と日々戦い続けている。一人称は「ぼく」。
単に「ボンバーマン」と名乗ることや呼ばれることが多く、敵であるバグラーやムジョーはもちろん、よき理解者であるDr.アインやよきライバルであり仲間でもあるMAXでさえ彼のことを「ボンバーマン」と呼ぶ。作中で「白ボン」と呼んでいるのは、黒ボン、小鉄くらいである（ハニーに関しては、白ボンのことを「アンタ」と呼ぶシーンは存在するが、「白ボン」または「ボンバーマン」と呼ぶシーンは確認されていない）。また、商品紹介などの公式表記も「ボンバーマン」とされることが多いが、これについては#表記・読み方などの「ボンバーマン」の意味・用法を参照。
『ジェネレーション』のOPではボムを磨いている描写がある。
黒ボンとは仲が良く、共にプロフェッサーバグラーやヒゲヒゲ団など、様々な悪者の野望を阻止したり、平和を守るための特訓をしたりしている。
先人たちが力をあわせて封印した「ダークフォースボンバー」を一人で倒したり、アルタイルとマスカー三人衆が4人がかりで戦い、コズミックキューブを奪うのがやっとであったとされるほどの強さを持つシリウスを倒したりなどから、白ボンの実力（強さ）はかなりのもの。また、白ボンの実力は『サタボンファイト!!』では黒ボンやハニーと小鉄、『ストーリーDS』のウェヤヒ・ザルート（白ボンの外見は知らなかったが、実力は知っていた）からは恐れられているが、『爆ボンシリーズ』のレグルスや『サタボンファイト!!』のデラル、味方のMAXは白ボンの実力を高く評価しており好敵手として見ている。また、白ボンは自身の力について手加減できないと話している。
宇宙船に乗っているシーンも多く、主にボンバーシャトルやボンバークラフト、ボンバークルーザー（『ストーリーDS』のみ）と呼ばれる乗り物に搭乗する。
『サタボンファイト!!』では「ぼくが優勝すれば、世界中の人達が悪い人に負けない勇気を持つに違いない」と考え大会に参加している。
『爆ボン2』ではモロクとベフィモスから「爆炎の戦士」（ただしベフィモスの場合最初は「爆炎の白き戦士」）で、アスタロトから「爆炎の貴公子」と言われている。また『カスタムバトラー』のオープニングではグリッドシティにおいて「かつてこの星を救った"伝説の戦士"」と称されていた。
『ジェネレーション』では首に布を、腕にアクセサリー兼通信機を着けており、アクセサリーには回収したボム・エレメントを収納している。
『GB2』のインディーボンバーは、白ボンの祖先ということになっている。
『GB2』や『ボンバーボーイ』、『ポケボン』では、主人公ではない。しかし、『GB2』ではバトル（プレイヤー2）やレッスンモードで使用できる。また『ボンバーマン'93』では主人公として「ボンバーコップ」が登場するが、白ボン（ホワイトボンバーマン）とキャラクターデザインがほとんど同じである。なお、『カスタムバトラー』では白ボンは登場せず、画面上で白ボンと似た外見を持つウィルスバスタープログラムが登場する。
作品によっては台詞を喋るシーンもあり、『爆ボン2』のEDや『クエスト』と『ヒーロー』、『サタボンファイト!!』の本編がこれに該当する。
黒ボン（黒ボンバーマン、黒ボンバー、ブラックボンバーマン、くろボン）
- 声：杉山佳寿子（『スパボン3・4・5』、『サタボン』、『サタボンファイト‼』、『爆ボン』、『ワールド（PS）』、『ボンバーマン（PS）』、『ファンタジーレース』、『ネオボン』、『みそボンルーレット』）、龍田直樹（『ぱにボン（AC）』、『ぱにボン（PCE）』STORYモード）、TARAKO（『ぱにボン（PCE）』みんなでボバる！）、川上とも子（『ジェネレーション』）、金田朋子（『ドリームミックスTV ワールドファイターズ』、『ネットでボンバーマン』）

白ボンの相棒。『サタボンファイト!!』では性格は白ボンと比較すると慎重な性格で、口が悪くやや生意気な一方、白ボンに負けず劣らず正義感が強く、真面目で戦いに意味不明な相手が登場すると怒ったり愚痴を言ったりする。基本的に一人称は「俺」。無鉄砲な白ボンのサポートをしたり世話を焼いたりで苦労することもある。
『スーパーボンバーマン』でDr.ムックに造られたメカボンバーイエローに敗北し、悪の権力者カラット・ダイヤモンドとその相棒のDr.ムックを倒すために白ボンと協力して以降、白ボンと協力する作品が多くなり、白ボンと共に多くの悪者を倒し、平和を守るために戦うようになる。ただし、以後の作品でも白ボンの前にライバルとして立ち塞がる事がある。
『サタボンファイト!!』では、白ボンよりキック力（ボムキック）に優れるが、腕力（ボム投げ）に劣るという個性がついている。また白ボンの力を評価しており、白ボンとは戦いたくなかった。
『ぱにボンW』では変装し、シャドーボンバーとしてボンバーマン（白ボン）に戦いを挑む。倒すと正体を現し、もう一度白ボンと勝負してみたかったために戦いを挑んだことを明かす。
『ボンバーマン ぱにっくボンバー』では、浮遊城の一番手。目が吊り上がっており、PCE版『ボンバーマン』を思わせる。なお、本作はSFC版以降と違い敵キャラの名前が表示されず、説明書にも一部の敵しか記述がないので、表記はパソコン版の説明書に倣った。
『ボンバーマンビクトリー』ではロボットに乗り込んで白ボンの前に立ちふさがる。
『ボンバーマン (PCE)』では三森博士によって造られた思考能力を持ったロボット2号機とされている。しかしプログラムミスにより悪の道へと進み、博士の娘・理沙を誘拐し機械城に立て篭もったが、理沙を助けにきたホワイトボンバーマンに倒された。その後もホワイトボンバーマンに銀行強盗の濡れ衣を着せたり（『ボンバーマンII』）、宇宙銀河管理局のマザーコンピュータのチップを奪い機能を停止させたり（『'93』）等の卑劣な行動を繰り返していた。
ノーマルゲームやバトルゲームではボンバーマンの別カラー（2プレイヤー）になることが多い。
『ロードランナー』との関係から、『バトルロードランナー』では悪役として客演しており、一団を率いてタイムマシン研究所を襲撃、研究資金である金塊を強奪し、タイムマシンで逃亡を図った後、奪った金塊をいろんな時代に隠し、最終ステージでは敵キャラクターとしてランナー'93の前に現れた。
赤ボン（赤ボンバーマン）
- 声：杉山佳寿子（『スパボン3・4・5』、『ぱにボンW』、『爆ボン』、『ワールド（PS）』、『ボンバーマン（PS）』、『みそボンルーレット』）、川上とも子（『ジェネレーション』）、金田朋子（『ドリームミックスTV ワールドファイターズ』、『ネットでボンバーマン』）

『ボンバーマン』 (PCE版)や『ボンバーマン'93』では黒ボン（ブラックボンバーマン）と共に敵として登場。バトルゲームでは3プレイヤーカラーとして登場することがほとんど。『スーパーボンバーマン4』ではおたすけボンバーとしても登場。なお、手足やボンボリのカラーは、緑であったり青であったりといったように作品によって異なる。
ごく稀ではあるが『ドリームミックスTV』など、作品によっては女の子と設定されている場合がある。
青ボン（青ボンバーマン）
- 声：杉山佳寿子（『スパボン3・4・5』、『爆ボン』、『ワールド（PS）』、『ボンバーマン（PS）』、『みそボンルーレット』）、川上とも子（ジェネレーション）、金田朋子（『ドリームミックスTV ワールドファイターズ』、『ネットでボンバーマン』）

『ボンバーマン』 (PCE版)や『ボンバーマン'93』では黒ボン（ブラックボンバーマン）と共に敵として登場。バトルゲームでは4プレイヤーカラーとして登場することがほとんど。『スーパーボンバーマン4』ではおたすけボンバーとして登場する他、オープニングでも姿を見せる。
緑ボン（緑ボンバーマン）
- 声：杉山佳寿子（『スパボン3・4・5』、『ワールド（PS）、『ボンバーマン（PS）』、『みそボンルーレット』）、金田朋子（『ネットでボンバーマン』）

『ボンバーマン』 (PCE版)や『ボンバーマン'93』では黒ボン（ブラックボンバーマン）と共に敵として登場。バトルゲームでは5プレイヤーカラーとして登場することがほとんど。『スーパーボンバーマン4』ではおたすけボンバーとしても登場。
ゴールデンボンバー
- 声：杉山佳寿子（『スパボン3・4・5』、『ヒーロー』、『ボンバーマン（PS）』）、増谷康紀[要出典]（『ネオボン』）、川上とも子（『ジェネレーション』）

『スーパーボンバーマン2』より登場の、全身金色のボンバーマン。一部作品のバトルゲームで特別な設定をすると、勝利したボンバーマンが次の試合でこの姿となる（ボンバーマンではないキャラクターを選んだ場合は、そのキャラクターの金色の姿で操作できる）。また、キャラクターセレクトで直接使用できる作品も存在する。
『ボンバーマンヒーロー』では、オプションのおまけで登場。ボンバーマン（白ボン）が受け取ったゴールドチップでこの姿に変身し、ビーダー樹海での任務に赴く。この姿では海底を歩くことも可能。
『ぱにっくボンバーW』ではプレイヤーキャラとして登場しないが、10連鎖以上の連鎖を成功させると、演出として登場し大量の爆弾を設置しながら画面を縦断する。
その他の色のボンバーマン
- 声：作品により、白、黒、赤、青、緑ボン同様の声が付く。

黄、ピンク、水色ボン等の様々な色のボンバーマン。白、黒、赤、青、緑ボンに比べると所謂モブキャラクターとして存在することが多いが、『ボンバーマン（Wii）』など8人対戦ができる作品では主にプレイヤーキャラとしても操作できる。（この時の色は黄ボンが6プレイヤーカラー、ピンクボンが7プレイヤーカラー、水色ボンが8プレイヤーカラー）
『ボンバーマン』 (PCE版)や『ボンバーマン'93』ではイエローのボンバーマンが黒ボン（ブラックボンバーマン）と共に敵として登場。

## 表記・読み方など

### 「ボンバーマン」の意味・用法
厳密に言うと「ボンバーマン」という言葉には、通常世界観に限っても4つの意味が存在する（ここではキャラクターとしての意味に限る）。以下、それぞれの意味とその例文を挙げる。
1. 白ボンのことを指す。白ボン以外のボンバーマン[注 18]が登場しない場合に使われることが多く、そもそもキャラクター名自体が「ボンバーマン」として振る舞う。逆に、この場合は基本的に「白ボン」と呼ばれることはない。
（例：『ボンバーマンMAX』では、ボンバーマンとMAXがプレイヤーとして使用できる）
2. 主人公を指す。『'93』のボンバーコップ[注 19]や『GB2』のインディーボンバーのほか、ノーマルゲームの操作キャラクターとして白ボンと黒ボンを呼ぶ場合が該当する。なお、基本的に白ボンが主人公であることを考えると、1は2に含まれているとも言える。
（例：サターンボンバーマンでのDr.アインのセリフ「ボンバーマン! のこりの3つのクリスタルは…（以下省略）[注 20]」）
3. 色違いのボンバーマンすべてを指す。
（例：『スーパーボンバーマン3』のバトルゲームでは、ボンバーマンやボンバーキッド、メタルボンバーといったキャラクターを使用できる）
4. 上記のキャラクター以外を含めた、ボンバーマンとしての形をしているほぼすべてのキャラクターを指す。
（例：凶悪ボンバー5人衆は、プロフェッサーバグラーによって作られたボンバーマンである）

### キャラクター名の差異
「白ボン」の呼称はPCエンジン・スーパーファミコン初期の頃ではほとんど使われておらず、代わりに「ホワイトボンバーマン」「白ボンバーマン」等の呼称が使用されていた。また、一部作品（『ストーリーDS』等）では「しろボン」と平仮名を使った表記をされる場合もある。なお、「シロボン」は基本的に誤記とされる。
「黒ボン」に関してもほぼ同様で、当時は「ブラックボンバーマン」「黒ボンバーマン」等の呼称が使用されていた。なお「ブラックボンバーマン」の名称は悪役として登場する場合に使用される傾向にある。また、「くろボン」と平仮名を使った表記をされる場合もあるが、白ボンに比べると少ない。
「ホワイトボンバーマン」や「ブラックボンバーマン」の表記が使用されたPCエンジン『ボンバーマン』では説明書のバトルゲームの項目で5色のボンバーマンをホワイト、ブラック、レッド、ブルー、グリーンと簡易的に呼んでいたことから、赤ボン、青ボン、緑ボンはこの時期にはそれぞれ「レッドボンバーマン」「ブルーボンバーマン」「グリーンボンバーマン」とも呼ばれていたことが帰納法的に推測される。

### 高低アクセント
各ボンバーマンの通称「白ボン」「黒ボン」等を読む際の高低アクセントは決まっており、「しろぼん」「くろぼん」（太字を高く発音する）のように発音する。よって白ボン、黒ボン以外も「あかぼん」「あおぼん」「みどりぼん」のようになる。